# Увод у други живот
Увод у други живот је српски филм снимљен 1992. године који је режирао Милош Миша Радивојевић, а сценарио је писао Мирко Ковач.

## Радња
Младог писца затвореног на усијаној мансарди - разапетог између света и живота какав јесте и какав би требало да буде, између креативности и немоћи - посећују личности из властитих прича.

## Улоге
| Глумац            | Улога                             |
| ----------------- | --------------------------------- |
| Александар Берчек | Бивши капетан Родин               |
| Зоран Цвијановић  | Писац                             |
| Предраг Ејдус     | Мајор                             |
| Соња Савић        | Петра Сакра / Оља Родин / Татјана |
| Драго Чума        | Ухапшени 1                        |
| Саша Кузмановић   | Ухапшени 2                        |